# Cuerpo de Gendarmería de la Ciudad del Vaticano
El Cuerpo de Gendarmería de la Ciudad del Vaticano (en italiano, Corpo della gendarmeria dello Stato della Città del Vaticano), informalmente Gendarmería Vaticana (en italiano, Gendarmeria Vaticana), es la gendarmería, policía y fuerza de seguridad de la Ciudad del Vaticano y las propiedades extraterritoriales de la Santa Sede.
El cuerpo es el responsable de la seguridad, el orden público, el control de fronteras, el control de tráfico, la investigación penal y otras tareas generales de policía en la Ciudad del Vaticano, incluyendo la provisión de seguridad para el papa fuera del Vaticano. El cuerpo cuenta con 130 miembros y es una parte del Departamento de Servicios de Seguridad y Defensa Civil, que incluye también el Cuerpo de Bomberos del Vaticano, un órgano de la Gobernación de la Ciudad del Vaticano.
El cuerpo está dirigido por un inspector general, actualmente Gianluca Gauzzi Broccoletti, quien reemplazó a Domenico Giani en octubre de 2019.

## Organización
Fundado en 1816, tomó el nombre de Cuerpo Pontificio de los Carabineros. De 1970 a 1991 fue conocida como la Oficina Central de Seguridad. Desde 1991 a 2002 la policía de la Ciudad del Vaticano fue llamada Cuerpo de Vigilancia del Estado de la Ciudad del Vaticano. Esta reemplazó al anterior Cuerpo de Gendarmería, fundada por el papa Pío VII en 1816 y fue una unidad en el ejército de la Ciudad del Vaticano hasta que el papa Pablo VI redujo el ejército de la Santa Sede solo a la Guardia Suiza Pontificia, responsable de la seguridad del papa, dignatarios y todos los edificios papales, pero no del Estado vaticano.
Antes de 1970, el Cuerpo de Gendarmería llevaban uniformes ceremoniales muy elaborados cuyo origen está en el siglo XVIII, mientras que la Gendarmería actual en día usan uniformes azules obscuros similares a los de otros cuerpos policiales.
Para poder ser un gendarme, una persona debe tener entre veinte y veinticinco años de edad, ciudadanía italiana y tener por lo menos dos años de entrenamiento en el trabajo policial italiano.
Desde 1977, el oratorio de San Peregrino en Vaticano sirve como la capilla de la Gendarmería. La iglesia fue anteriormente capilla de la Guardia Suiza Pontificia.